# نایجل گادرک
نایجل گادرک (به انگلیسی: Nigel Timothy Godrich) (متولد ۲۸ فوریه ۱۹۷۱ در انگلستان) مهندس صدا و تهیه‌کننده موسیقی است. گادرک بیشتر به خاطر همکاریش با گروه آلترنتیو راک ریدیوهد شناخته شده‌است و گاهی از او به عنوان «عضو ششم» گروه نیز یاد می‌شود. او همچنین نوازندهٔ گیتار و کیبورد ابرگروه آلترنتیو اتمز فور پیس است که تام یورک-خوانندهٔ ردیوهد-یکی از اعضای بنیان‌گذار آن بوده‌است.
گادرک با پل مک کارتنی، تراویس|ترَویس، بک، یو تو و آر.ای.ام. نیز همکاری‌هایی داشته‌است.